# 塔勒

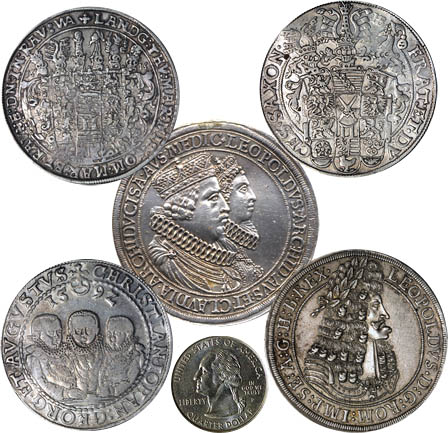
几种德国和奥地利泰勒硬币与25美分硬币的对比

塔勒（Thaler、Taler或Talir），或译为泰勒，一种曾在几乎整个欧洲使用了四百多年的银币名称及货币单位。
词源上，“塔勒”（Thaler）一词是银币类型“若亞敬塔勒”（Joachimsthaler）的缩写，该银币类型是以波希米亚城市亚希莫夫的德语名“若亞敬谷”（Joachimsthal）命名的，该类型的银币是亚希莫夫于1518年最早开始铸造的。在德语中，意为“山谷”，意为来自山谷的人或事物，1902年德语拼写改革后，两词分别变为和，但英语中保持了的写法。“托拉尔”（Tolar）是塔勒在捷克语等斯拉夫語言中的拼法。斯洛文尼亚原来的货币单位托拉尔（tolar）及美国、澳大利亚等国使用的货币单位“dollar”均是由塔勒衍生的。

## 起源

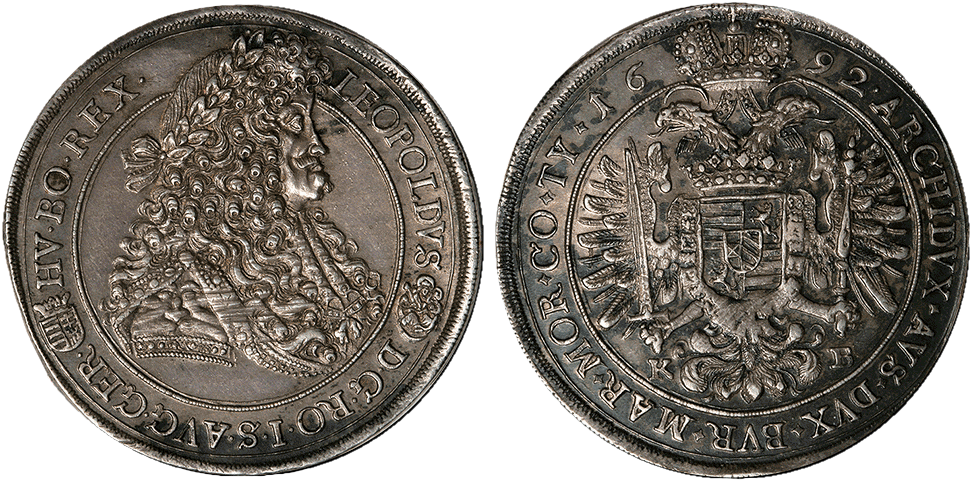
神圣罗马帝国皇帝利奥波德一世于1692年铸造的塔勒银币

塔勒式银币的起源和发展可以追溯到15世纪中叶。15世纪末，由于战争损耗和向远东、印度等地外流等原因，欧洲多个国家处于货币短缺的状态。持续的贬值导致一些葛羅琛式硬币中的银含量已经降到了不足5%，货币的价值已远低于可是铸造时的价值。
为应对这一趋势，且随着欧洲银矿矿床的发现和开采，意大利首先于1472年试探性地迈出了发行大银币的第一步，发行了超过6克（3.875dwt.）重的里拉多隆银币，而法国的图尔格罗斯银币也增重到了4克（2.625dwt.）。到1474年，里拉银币的重量已增至9克（5.75dwt.）。但最终在此次货币改革中取得成功并对欧洲货币产生重要影响的却是1484年奥地利大公西吉斯蒙德发行的重约15.5克（10dwt.）的“半金葛羅琛”。这种硬币几乎像紀念币一样非常罕见，但它的流通却十分成功，以致需求不能得到满足。